# بريستيج (ناقلة نفط)

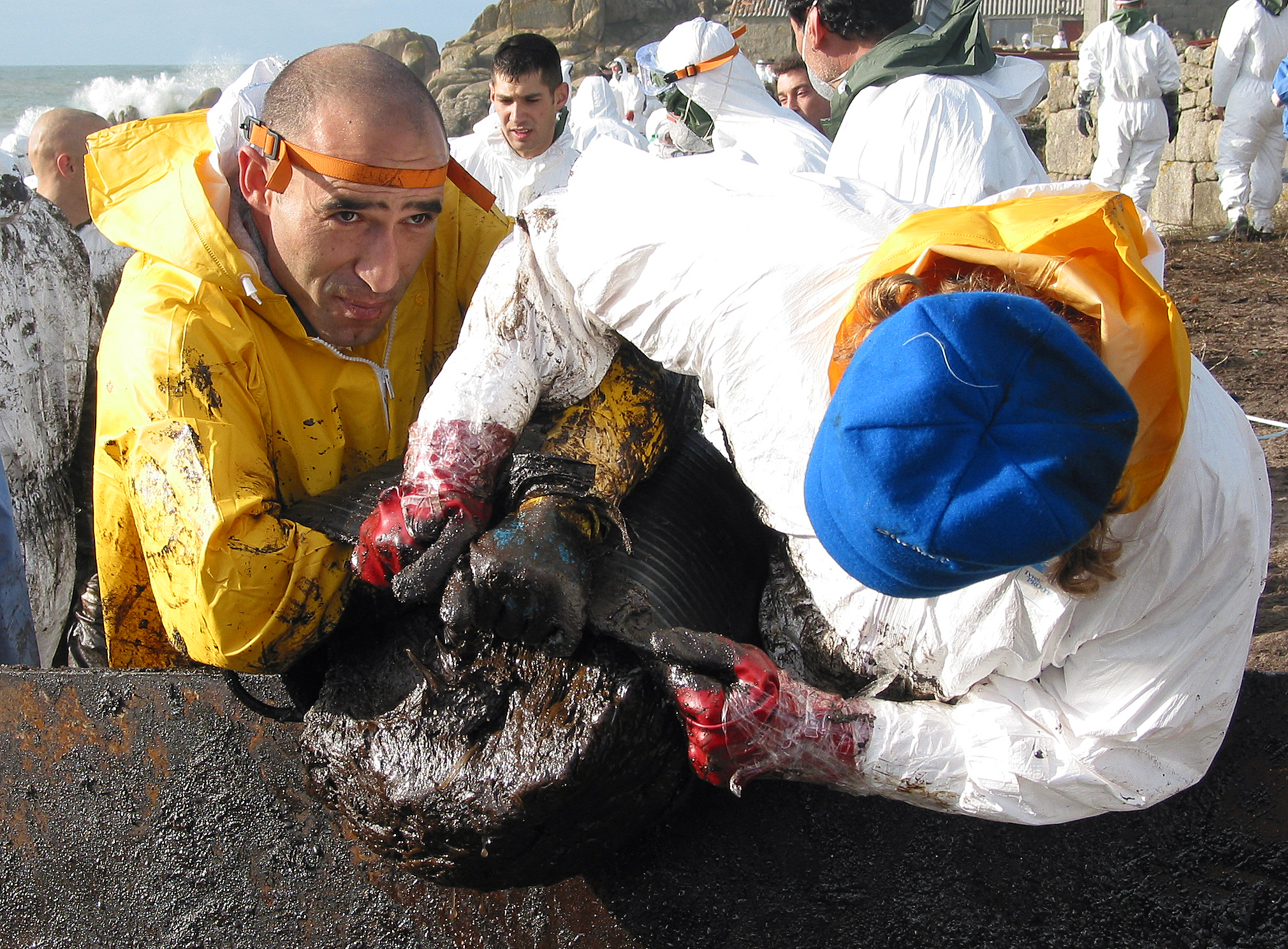
قيام متطوعين بمحاولة إزالة آثار الكارثة البيئية التي رافقت غرق الناقلة بريستيج.

بريستيج (MV Prestige) هي  سفينة ناقلة للنفط كانت مملوكة لشركة يونانية ومسجلة في الباهاماس لذلك كانت ترفع علم جزر الباهاماس قبل أن تغرق في 19 نوفمبر سنة 2002 قبالة سواحل غاليسيا في شمال غرب إسبانيا.
أدى غرق الناقلة بريستيج إلى حدوث كارثة بيئية بسبب تسرب حوالي 50 ألف طن من النفط مما أدى إلى تلوث النظام البيئي.